# Parábola da Semente

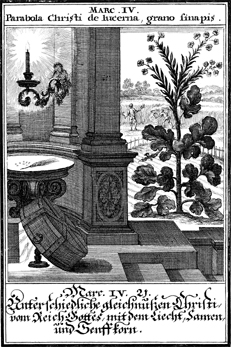
Ilustração da Parábola da Semente juntamente com a da Lampada debaixo do alqueire.

A Parábola da Semente (também chamada de Semente que Cresce ou ainda Semente que Cresce Secretamente) é uma parábola de Jesus que aparece em apenas um dos evangelhos canônicos do Novo Testamento. De acordo com Marcos 4:26–29 é uma parábola sobre o crescimento do Reino de Deus. Segue-se à Parábola do Semeador e da Parábola da Lâmpada Debaixo do Alqueire e precede a Parábola do Grão de Mostarda. Uma versão da Parábola da Semente também aparece no não canônico Evangelho de Tomé (21d). 

## Narrativa
| “ | «Disse mais: O reino de Deus é como se um homem lançasse a semente na terra e, dormindo ou acordado de noite e de dia, a semente germinasse e crescesse, sem ele saber como. A terra por si mesma produz fruto: primeiro a erva, depois a espiga, e por último o grão grado na espiga. Depois de o fruto amadurecer, logo lhe mete a foice, porque é chegada a ceifa.» (Marcos 4:26–29) | ” |

## Interpretação
Esta parábola pode ser relacionada com a parábola do Semeador,  embora não se segue a parábola imediatamente. Uma interpretação é que ela serve como conforto previsto para qualquer discípulo antigo ou em nosso tempo, que pode estar se sentindo desanimado com a quantidade de trabalho "infrutífero" de pessoas que não "ouviram a mensagem que ele semeou".  Mesmo quando o agricultor (semeador) dorme, o Reino de Deus ainda está crescendo. Seu crescimento é devido a Deus e não o homem,  e segue seu próprio tempo. 